# Hannie Lips
Hannie Lips (Róterdam, 16 de julio de 1924-Laren, 19 de noviembre de 2012) también conocida como la tía Hannie fue una locutora de radio y televisión neerlandesa.
En 1954 junto a Bouwman Mies fue locutora de la cadena KRO . En sus inicios locutaba programas infantiles como el Dappere Dodo, un programa infantil que se hacía con las marionetas del teatro de Bert Brugman, programa que tuvo mucho éxito.
El 12 de marzo de 1958, presentó la III edición del Festival de la Canción de Eurovisión, siendo la primera vez que se celebraba el certamen en los Países Bajos.
También trabajó en series de televisión como 'Hokus Pokus dat kan ik ook' (1956), interpretándose a sí misma, y en el telefilm Hokus Pokus dat kan ik ook (1959), interpretando a una bailarina junto a Rudi Carrell.
En 1960 y 1962 presentó el Nationaal Songfestival, programa de selección nacional de representante para el Festival de Eurovisión en los Países Bajos.